# پوینت کلیئر (آلاباما)
پوینت کلیئر (به انگلیسی: Point Clear) شهرکی در شهرستان بالدوین ایالت آلاباما است که مساحت آن ۱۴٫۳۳ کیلومترمربع است و در سرشماری سال ۲۰۱۰ میلادی، ۲٬۱۲۵ نفر جمعیت داشته و تراکم جمعیتی آن، ۱۴۸٫۲۹ در کیلومترمربع بوده است.